# فرانشيسكو دي جورجيو
فرانشيسكو دي جورجيو (بالإنجليزية: Francesco di Giorgio Martini)‏ (و. 1439 – 1501 م) هو رسام، ومهندس معماري، ونَحّات ولد في سيينا .
توفي في سيينا .

## أعمال بارزة
من أهم أعماله Adoration of the Child

## روابط خارجية
- فرانشيسكو دي جورجيو على موقع الموسوعة البريطانية (الإنجليزية)